# Богословський Микита Володимирович
Микита Володимирович Богословський (рос. Никита Владимирович Богословский; 22 травня 1913, Санкт-Петербург, Російська імперія — 4 квітня 2004, Москва, Росія) — радянський російський композитор, автор понад 200 пісень, 8 симфоній (1940—1991), 17 оперет та музичних комедій, 58 саундтреків, і 52 партитури для театральних постановок.
Богословський найкраще відомий двома Марк Бернес та піснею на тему Німецько-Радянській війни до фільму Два бійці.
Серед його численних почесних звань та державних нагород — народний артист СРСР (1983), орден Трудового Червоного Прапора (1971) та орден Червоної Зірки (1946).

## Вибрана фільмографія
- Пес Барбос і незвичайний крос (Пёс Барбос и необычный кросс, 1960)
- Самогонники (Самогонщики, 1961)

## Відео
- Dark Night на YouTube, Nikita Bogoslovsky's song, sung by Mark Bernes in The Two Fighters (1943) film.